# Epsilonema spinulosum
Epsilonema spinulosum is een rondwormensoort uit de familie van de Epsilonematidae. De wetenschappelijke naam van de soort is voor het eerst geldig gepubliceerd in 1992 door Lorenzen.